# Chuột chù chân dài
Chuột chù chân dài, tên khoa học Crocidura crenata, là một loài động vật có vú trong họ Chuột chù, bộ Soricomorpha. Loài này được Brosset, Dubost, & Heim de Balsac mô tả năm 1965. Chúng được tìm thấy ở Cameroon, Cộng hòa Trung Phi, Cộng hòa Congo, Cộng hòa Dân chủ Congo, Guinea Xích Đạo, và Gabon.